# Sázava (râu)
Sázava (pronunție în cehă [ˈsaːzava]) este un râu din Cehia, afluent de dreapta al râului Vltava. Acesta curge prin regiunile Vysočina și Boemia Centrală și are o lungime de 225,9 kilometri (140,4 mi), al șaselea cel mai lung râu din Cehia.

## Etimologie
Prima mențiune scrisă a râului este din 1045, când a fost denumit Zazoa într-un text în limba latină. Alte scrieri timpurii ale numelui au fost Zazaua și Sassava. Sunt mai multe teorii despre originea numelui. Una dintre teorii spune că numele ar putea fi derivat din verbul proto-slav sadjati (în ceha modernă sázet, usazovat), care înseamnă „a sedimenta”, „a se scufunda”. După o altă teorie, numele își are baza în cuvântul celtic sathá, care are sensul de „dumbravă, pădure”, precum și „roire, clipire”.

## Caracteristici

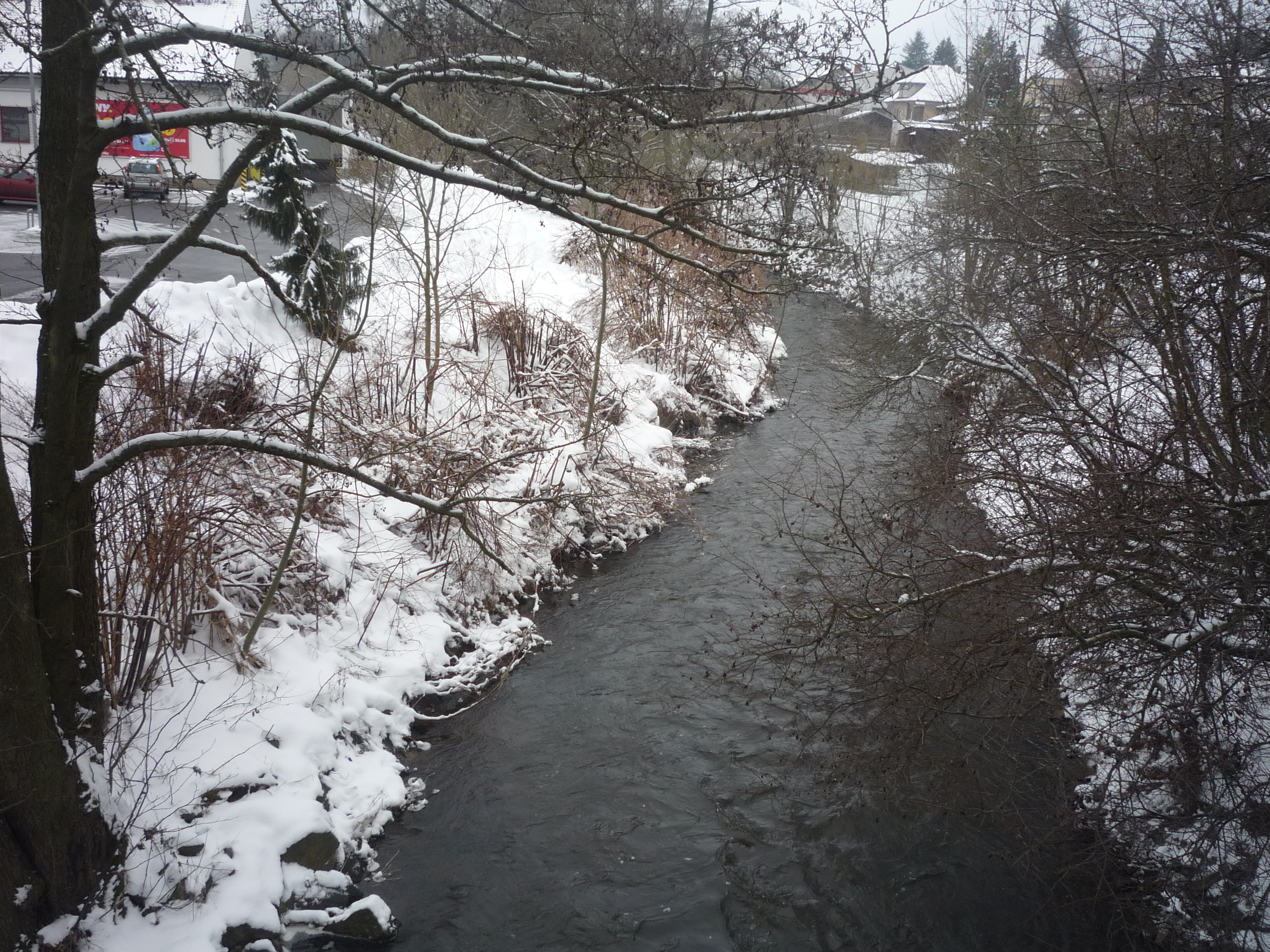
Sázava în

Sázava își are originea în teritoriul comunei Cikháj⁠(d), în zona muntoasă Svratka, la o altitudine de 757 m (2.484 ft) și curge către Davle, unde se varsă în râul Vltava la o altitudine de 200 m (660 ft). Are o lungime de 225,9 kilometri (140,4 mi), al șaselea cel mai lung râu din Cehia. Bazinul său hidrografic are o suprafață de 4.349,8 kilometri pătrați (1.679,5 mi2).
Cei mai lungi afluenți ai râului Sázavei sunt:
| Nume afluent      | Lungime (km) | Afluent de |
| ----------------- | ------------ | ---------- |
| Želivka           | 103,9        | stânga     |
| Blanice           | 66,0         | stânga     |
| Šlapanka⁠(d)       | 39,0         | stânga     |
| Konopišťský potok | 33,0         | stânga     |
| Sázavka           | 32.2         | dreapta    |
| Janovický potok   | 28.1         | stânga     |
| Perlový potok     | 23.1         | stânga     |
| Jevanský potok    | 20.9         | dreapta    |
| Úsobský potok     | 20.7         | stânga     |
| Pstružný potok    | 18.8         | stânga     |
| Štěpánovský potok | 18.7         | stânga     |
| Břevnický potok   | 18.5         | dreapta    |
| Křešický potok    | 18.2         | stânga     |

## Așezări

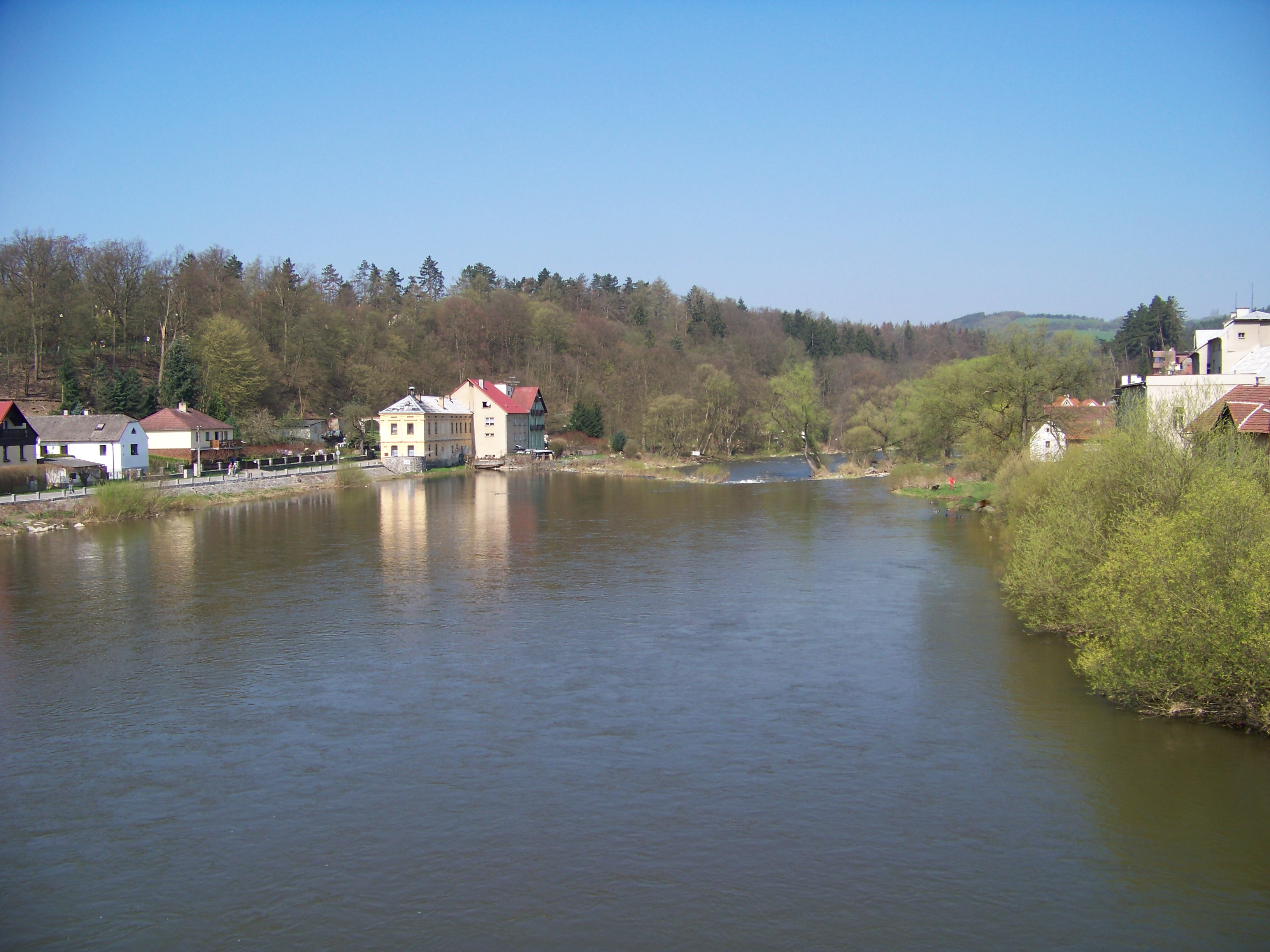
Sázava în

Cele mai notabile așezări de pe râu sunt orașele Žďár nad Sázavou și Havlíčkův Brod. Râul șerpuiește în general în direcția nord-vest și curge prin sau pe lângă Polnička⁠(d), Žďár nad Sázavou, Hamry nad Sázavou⁠(d), Sázava (Žďár nad Sázavou District)⁠(d), Nové Dvory⁠(d), Přibyslav⁠(d), Pohled⁠(d), Havlíčkův Brod, Okrouhlice⁠(d), Pohleď⁠(d), Světlá nad Sázavou⁠(d), Trpišovice⁠(d), Vilémovice⁠(d), Ledeč nad Sázavou și Chřenovice⁠(d).
După ce trece de granița dintre regiunile Vysočina și Boemia Centrală, curge pe lângă Vlastějovice⁠(d), Horka II⁠(d), Zruč nad Sázavou⁠(d), Kácov⁠(d), Tichonice⁠(d), Soběšín⁠(d), Český Šternberk⁠(d), Rataje nad Sázavou⁠(d), Ledečko⁠(d), Samopše⁠(d) și Sázava (districtul Benešov). De aici curge în general spre vest, pe lângă Stříbrná Skalice⁠(d), Chocerady⁠(d), Hvězdonice⁠(d), Senohraby⁠(d), Čtyřkoly⁠(d), Čerčany⁠(d), Poříčí nad Sázavou⁠(d), Nespeky⁠(d), Týnec nad Sázavou⁠(d), Krhanice⁠(d), Kamenný Přívoz⁠(d), ajungând la confluența cu Vltava (la marcajul de 78,3 km al acestuia din urmă) la hotarul dintre Hradištko și Davle, la aproximativ 10 km sud de granița municipală a capitalei Praga.

## Corpuri de apă
În zona bazinului hidrografic se găsesc 6.661 de corpuri de apă. 
Cel mai mare dintre acestea este lacul de acumulare Švihov, cu o suprafață de 1.603 ha (3.960 acri), construit pe râul Želivka. 
Cel mai notabil corp de apă este iazul cu pești Velké Dářko⁠(d), cu o suprafață de 206 ha (510 acri).

## Faună
Râul este un biocentru și un biocoridor pentru mai multe specii de animale. 
Printre speciile pe cale de dispariție care trăiesc aici se numără pescărușul albastru comun, vidra de râu eurasiatică, crapul de Amur Rhodeus sericeus, midia de râu cu coajă groasă Unio crassus, midia de râu comprimată Pseudanodonta complanata și midia de râu Sphaerium rivicola.

## Turism

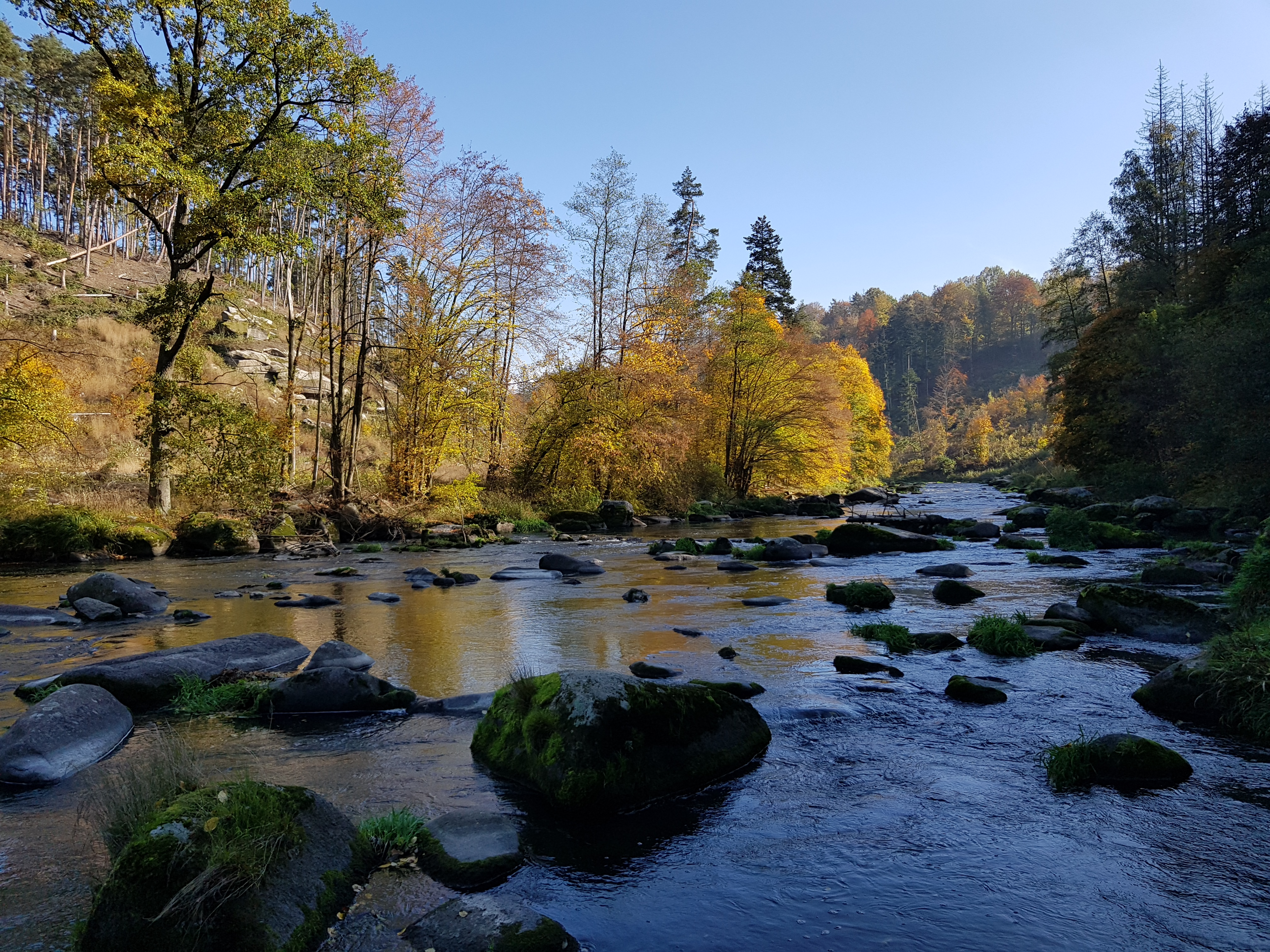
Rezervația naturală Stvořidla

Sázava este considerat unul dintre cele mai frumoase râuri din Cehia și unul dintre cele mai populare râuri pentru turismul fluvial. Zona din jurul râului este asociată cu mișcarea cehă de tramping⁠(d) care se caracterizează printr-un turism neorganizat (excursii lungi fără scop). O lungime de aproximativ 208 km (129 mi) a râului de la Žďár nad Sázavou până la vărsare este navigabilă.
Cea mai populară secțiune a râului este Týnec nad Sázavou⁠(d) – Pikovice.
Între Světlá nad Sázavou⁠(d) și Ledeč nad Sázavou se află Rezervația Naturală Stvořidla cu cele mai dificile ape repezi din Cehia.